# Archiv der Fürst Donnersmarck-Stiftung
Das Archiv der Fürst Donnersmarck-Stiftung ist ein Stiftungsarchiv mit Sitz in Berlin. Es ist zuständig für die Verwaltung und Erschließung des archivwürdigen Schrift-, Bild- und Tonguts der Fürst Donnersmarck-Stiftung, die Angebote für Menschen mit Behinderung gestaltet. Das Archiv der Fürst Donnersmarck-Stiftung verwahrt zudem das Schriftgut der St. Gertraudt-Stiftung. Das Archiv verfolgt einen partizipativen Ansatz und bemüht sich darum seine Bestände inklusiv zugänglich zu machen und die Beschäftigung von Zielgruppen mit ihrer eigenen Geschichte aktiv zu fördern.

## Geschichte
Die Anfänge des Stiftungsarchivs gehen auf das 75. Jubiläum der Fürst Donnersmarck-Stiftung im Jahr 1991 zurück. Ab 2002 wurde auf der Grundlage der damaligen Vorarbeiten das historische Archiv in der Villa Donnersmarck in Berlin-Zehlendorf eingerichtet. Zwischenzeitlich befindet sich das Archiv in eigenen Räumlichkeiten in Berlin-Wilmersdorf.

## Bestände
Die Tektonik des Archivs orientiert sich an der Organisationsstruktur der Fürst Donnersmarck-Stiftung. Den Grundstock bilden die Akten aus der Gründungsphase der Stiftung im Jahr 1816 sowie der unmittelbar nachfolgenden organisatorischen Entwicklung. Zum Altbestand gehören ferner Akten zum Vereinslazarett Frohnau, der Vorgängereinrichtung der Stiftung. Der Schwerpunkt der Überlieferung liegt auf der Nachkriegszeit.
Archiviert sind Akten die über die verschiedenen Tätigkeitsfelder der Stiftung Auskunft geben, darunter solche zu den Bereichen Freizeitgestaltung, Bildung und Beratung, Reisen für Menschen mit Behinderung und Rehabilitation von Menschen mit erworbener Behinderung. Neben Verwaltungsschriftgut verwahrt das Archiv eine umfangreiche Fotosammlung, Filmaufzeichnungen, Klientenakten und Bestände, die über die Lebensverhältnisse von Menschen mit Behinderung seit den 1950er Jahren Auskunft geben. Teile der Archivbestände, wie die Gründungsakten und die seit 1954 durchgängig erscheinende, inklusiv produzierte Stiftungszeitschrift WIR sind vollständig digitalisiert zugänglich.

## Sonstiges
2025 wurde das Archiv der Fürst Donnersmarck-Stiftung für den Preis des Wirtschaftsarchivs des Jahres der Vereinigung der Wirtschaftsarchivarinnen und Wirtschaftsarchivare nominiert.